# Гай Меммий (претор 58 года до н. э.)
Гай Меммий (лат. Gaius Memmius; родился предположительно в 98 — умер до 46 гг. до н. э.) — римский политический деятель и военачальник из плебейского рода Меммиев, народный трибун в 66 году до н. э. и претор в 58 году до н. э. Делая политическую карьеру, неоднократно переходил из одного политического лагеря в другой. Во время трибуната был союзником Гнея Помпея Великого в его борьбе с Луцием Лицинием Лукуллом, во время претуры был врагом триумвиров — Помпея, Марка Лициния Красса, Гая Юлия Цезаря. К 54 году до н. э. Меммий заключил союз с Цезарем. Претендовал на консулат 53 года до н. э, но успеха не добился. В 51 году был осуждён за подкуп избирателей и удалился в изгнание, где и умер спустя несколько лет.
Гай Меммий был видным оратором, поэтом, покровителем Тита Лукреция Кара и Гая Валерия Катулла.

## Биография
О жизни Гая Меммия известно намного больше, чем о жизни каких-либо его сородичей. Причиной тому не масштабы личности и деятельности Гая, а то, что его биография оказалась тесно связанной с биографиями ряда выдающихся римлян той эпохи.

### Происхождение
Гай Меммий принадлежал к плебейскому роду Меммиев, представители которого занимали курульные должности, начиная с конца III века до н. э., но ни разу до 34 года до н. э. не достигали консульства. В 172 году до н. э. некто Гай Меммий получил претуру. Согласно предположительной родословной, составленной немецким антиковедом Фридрихом Мюнцером, претор 58 года до н. э. приходился праправнуком этому Гаю и внучатым племянником народному трибуну 111 года, знаменитому врагу сената. Его предполагаемые отец и дед носили преномен Луций. Второй из них был видным оратором времён Югуртинской войны, первый — народным трибуном в 90 году до н. э. Сыном Луция назвал этого Гая Марк Туллий Цицерон в трактате «Брут, или О знаменитых ораторах», чтобы отличить от его предполагаемого двоюродного брата с тем же именем, который был сыном Гая.
Гай Меммий не носил преномен отца, а значит был, по-видимому, вторым сыном. У него была старшая сестра, ставшая женой Гая Скрибония Куриона; в 84 году до н. э. она родила сына, Куриона-младшего, приходившегося, таким образом, Гаю Меммию родным племянником.

### Ранние годы и начало карьеры
Исходя из требований закона Виллия и даты претуры, исследователи относят рождение Гая Меммия предположительно к 98 году до н. э. В 54 году до н. э. у него был взрослый сын, и в связи с этим приблизительно 72 годом до н. э. датируют женитьбу Гая на патрицианке Корнелии Фавсте, дочери Луция Корнелия Суллы и Цецилии Метеллы Далматики, которая родилась незадолго до 86 года.
Карьера Гая Меммия началась не позже 66 года до н. э., когда он стал народным трибуном. При этом существует предположение, что он был квестором в армии Луция Лициния Лукулла во время его восточного похода; Ф. Мюнцер видит подтверждение тому в проявившейся позже хорошей осведомлённости Гая относительно дел в Азии и в связи ряда эпизодов его биографии с Вифинией.
В своей политической деятельности Гай, по словам Ф. Мюнцера, руководствовался только собственными интересами, не считаясь с родственниками и друзьями. В частности, во время трибуната Меммий предпринял атаку против братьев Лукуллов, и тут ему не помешали даже старые семейные связи (Луций Лициний Лукулл был двоюродным дядей и опекуном его жены, рано потерявшей отца; по-видимому, именно Луций дал согласие на замужество Корнелии Фавсты).
Сначала Меммий привлёк к суду Марка Теренция Варрона Лукулла за его деятельность во времена гражданской войны («за то, что ему приходилось делать по приказанию Суллы, исполняя должность квестора»). Обвиняемого оправдали, и тогда Гай сделал своей жертвой его брата Луция. Лукулл только что вернулся из своего восточного похода, и Меммий постарался настроить против него плебс, утверждая, будто Лукулл специально затягивал войну, поскольку на ней наживался. Целью трибуна, действовавшего в интересах Гнея Помпея Великого, было лишить Лукулла права на триумфальное вступление в город. Только после вмешательства самых влиятельных аристократов, начавших агитацию по трибам, Луций Лициний всё-таки получил согласие народного собрания на триумф. Мавр Сервий Гонорат в своих комментариях к «Энеиде» цитирует одну из речей Меммия против Лукулла; из приведённых трёх коротких фрагментов ясно, что Гай хорошо знал политическую ситуацию на Востоке.
Эта история получила продолжение в 60 году до н. э., когда Меммий сделал жену Варрона Лукулла, чьё имя неизвестно, своей любовницей. Обманутый муж, узнав об этом, инициировал развод. Марк Туллий Цицерон в одном из своих писем так прокомментировал эти события: «Тот пастух с Иды оскорбил одного только Менелая, а этот наш Парис не пощадил ни Менелая, ни Агамемнона». Некоторые исследователи делают отсюда вывод, что жена Луция Лукулла Сервилия Младшая тоже была любовницей Меммия.
Непростые отношения между Гаем и братьями Лициниями имели следствием конфликт Меммия с Марком Порцием Катоном, шурином Луция Лукулла. Именно с Гаем отождествляют Меммия, которого упоминает Плутарх в биографии Марка Порция: «…Когда некий Меммий в присутствии Цицерона обронил замечание, что, дескать, Катон ночи напролёт пьянствует, Цицерон его перебил: „Ты ещё скажи, что дни напролёт он играет в кости!“»

### Претура и пропретура
Племянник Меммия Гай Скрибоний Курион принадлежал к окружению Публия Клодия, заклятого врага Цицерона, из-за чего между последним и Гаем были сложные отношения. Но в начале 59 года до н. э. Курион заверил Цицерона, что теперь и он, и его дядя являются врагами триумвиров — Помпея, Марка Лициния Красса и Гая Юлия Цезаря, нового патрона Клодия. В связи с этим Марк Туллий, по его словам, был «полон надежд и ещё больше воодушевления», когда узнал, что Меммий выбран одним из преторов на 58 год до н. э. В ноябре 59 года он пишет брату Квинту: «Преторы очень дружественны мне и очень смелые граждане — Домиций, Нигидий, Меммий и Лентул. Другие тоже честные, но эти особенные».
Во время претуры Меммий при поддержке одного из своих коллег, Луция Домиция Агенобарба, начал борьбу против Гая Юлия Цезаря. Он потребовал расследовать деятельность этого триумвира на посту консула (в 59 году до н. э.). Цезарь потратил три дня на бесплодные пререкания, отвечая на «свирепые речи» Меммия с такой же язвительностью, а после этого уехал в Галлию, откуда вернулся только спустя девять лет. К этому времени относятся и заявления о том, что Гай Юлий в молодости якобы состоял в гомосексуальной связи с царём Вифинии Никомедом IV: «Гай Меммий прямо попрекает его тем, что он стоял при Никомеде виночерпием среди других любимчиков на многолюдном пиршестве, где присутствовали и некоторые римские торговые гости, которых он называет по именам».
После претуры Гай Меммий управлял провинцией Вифиния. В его окружении в это время были молодые поэты Гай Гельвий Цинна и Гай Валерий Катулл, рассчитывавшие, что пропретор поможет им разбогатеть на Востоке. Их ожидания оказались обманутыми, из-за чего Катулл в своих стихах обрушился на Меммия с бранью: назвал его «свиньёй» и «позорищем Ромула и Рема». По словам поэта, наместник совсем не заботился о своих людях.
Во время своего пребывания в провинции Меммий одержал какую-то военную победу (вероятно, очень скромного значения) и на этом основании был провозглашён «Императором». Об этом сообщает только один источник — монета, отчеканенная в 51 году до н. э. сыном Гая. На ней изображены коленопреклонённые пленники, стоящие перед трофеем, а подпись внизу гласит: «Гай Меммий, император» (C. Memmius imperator).

### Соискательство консулата
По возвращении Меммия в Рим в 56 году до н. э. его главной целью стал консулат. Среди предков Гая не было консулов, но он мог претендовать на эту почётную должность благодаря своим успехам в карьере и политическим связям. Согласно закону Виллия, он имел теоретическое право выдвинуть свою кандидатуру уже на выборах 56 года до н. э., но не сделал этого за явным отсутствием шансов на победу: на магистратуру претендовали двое членов триумвирата — Гней Помпей Великий и Марк Лициний Красс. В избирательной кампании 55 года до н. э. он тоже не участвовал, поскольку основными соискателями были Аппий Клавдий Пульхр (его поддерживали триумвиры) и старый союзник Меммия Луций Домиций Агенобарб. Победа последнего увеличивала шансы Меммия в выборах 54 года, и он наконец выдвинул свою кандидатуру.
Ещё во второй половине 55 года до н. э., Меммий развёлся с женой. Источники сообщают, что виной тому была супружеская измена Корнелии Фавсты, но у развода могла быть и политическая подоплёка. Во всяком случае, Корнелия уже в ноябре того же года вышла замуж опять — за Тита Анния Милона, союзника Помпея. Меммий же во время своей избирательной кампании получил максимальную поддержку от Цезаря. Другими соискателями стали патриции Марк Эмилий Скавр (единоутробный брат Фавсты) и Марк Валерий Мессала Руф, а также плебей Гней Домиций Кальвин. Скавр имел хорошие шансы на победу благодаря популярности его отца в сельских трибах, но его привлекли к суду по обвинению в злоупотреблениях в провинции и лишили таким образом надежд на избрание. Меммий и Кальвин, имевшие, по словам Цицерона, равные шансы, объединились против Мессалы.
Во время этой избирательной кампании подкуп избирателей достиг невиданного прежде размаха; в результате процент по кредитам вырос с одной трети в месяц до двух третей. Меммий и Кальвин обещали раздать в центурии, которая должна была голосовать первой (centuria praerogativa), до 10 миллионов сестерциев. С действующими консулами, Пульхром и Агенобарбом, они заключили письменный договор, согласно которому обязывались выплатить по 40 миллионов сестерциев каждому в случае, если бы после своего избрания не смогли обеспечить им провинции по их выбору. Дело о подкупе стало предметом многодневных обсуждений в сенате. Меммий по требованию Помпея прочёл в сенате договор; консулов это покрыло позором, но Гай и после этого продолжал свою избирательную кампанию.
В конце концов всех четырёх соискателей консулата привлекли к суду за скупку голосов. Обвинителем Меммия был Квинт Акуций Руф, Гая поддержал его родич того же имени, народный трибун этого года. Кроме того, Меммий рассчитывал на поддержку Цезаря, который должен был повлиять на позицию римских граждан в Цизальпийской Галлии. Но эти расчёты не оправдались, так что консулами стали Мессала и Кальвин. В 52 году до н. э. Гней Помпей, бывший тогда единственным консулом, принял новый закон, направленный против нарушений в ходе выборов, и на его основании опять привлёк Меммия к суду. Тот, будучи приговорён к изгнанию, в ответ обвинил в аналогичном преступлении тестя Помпея Квинта Цецилия Метелла Сципиона, «так как Помпей издал закон, согласно которому тот, кто донесёт на ближнего, освобождается от наказания. Тогда Помпей сам оделся в одежды подсудимых… Меммий, оплакивая государственные порядки, прекратил дело».

### Последние годы
Отправившись в изгнание, Гай Меммий сначала обосновался в Афинах, а в июне 51 года до н. э. уехал в Митилену. Известно, что он надеялся на скорое возвращение в Рим и что его племянник Курион прикладывал серьёзные усилия, чтобы это возвращение состоялось. Однако в январе 49 года до н. э. началась гражданская война, Курион вскоре погиб. Неизвестно, когда и какой конец постиг Гая Меммия: во всяком случае, в 46 году до н. э. он был мёртв.

## Интеллектуальные занятия
Гай Меммий был одним из видных ораторов своего времени. Цицерон называет его манеру речи приятной, но говорит, что «он избегал труда не только говорить, но и думать, и насколько он пожалел усердия, настолько сам обокрал свои способности».
Меммия связывали дружеские отношения с рядом видных литераторов: Гай Гельвий Цинна и Катулл сопровождали его в Вифинию, Тит Лукреций Кар посвятил ему свою поэму «О природе вещей». Он и сам был поэтом: Овидий называет Меммия автором эротических стихов. При этом, по словам Цицерона, к латинской словесности Гай относился с презрением, признавая только греческую литературу и будучи большим её знатоком.

## Семья
Гай Меммий и Фавста Корнелия не хранили верность друг другу. Сохранилась информация о супружеских изменах с обеих сторон. Так, Гораций упоминает некоего Биллия, который «по Фавсте стал зятем Суллы», за что был избит. Сыном Гая и Фавсты был Гай Меммий, ставший консулом-суффектом в 34 году до н. э.